# Анна-Катерина де Ланьвіль, Мадам Гельветіус
Анна-Катерина де Ланьвіль, відома як Мадам Гельветіус а також фр. Minette (фр. Anne-Catherine de Ligniville; 23 липня 1722, Нансі — 12 серпня 1800, Отой) — відома власниця французького салону епохи Просвітництва, в якому впродовж 50 років збирала інтелектуальну еліту свого часу. Дружина відомого філософа Гельвеція.

## Життя та діяльність
Анна-Катрін виросла разом із двадцятьма братами та сестрами в родині Жан-Жак де Ланьвіля, камердинера герцога Лотарингії, та Шарлотти Соро, племінниці Френсіс де Граффіні. ЇЇ сім'я була пов'язана з королевою Марією Антуанеттою. За свідченнями друзів, вона була веселою і дуже красивою. Коли вона виросла, вийшла заміж за Клода Адріана Гельвеція, філософа, філантропа, поета. Вони були однією із найвідоміших пар свого часу.
Їхній будинок був ніби притулком для енциклопедистів. До подружжя Гельветіус регулярно приходили Дені Дідро, Жан Лерон д'Аламбер, Мадам Некер, Бернар ле Бов'є де Фонтенель, Ніколя Шамфор, Шарль Піно Дюкло, Жан-Франсуа Сен-Ламбер, Жан-Франсуа Мармонтель, Жан-Антуан Руше, Бернар-Жозеф Соран, Андре Шеньє, Константин Франсуа Вольней, Кондорсе, барон Гольбах, барон Тюрго, Еммануель-Жозеф Сійєс, Фердінандо Галіані, Дестют де Трасі, Беккаріа Чезаре, Андре Морейє, Жорж-Луї Леклерк де Бюффон, Етьєн Бонно де Кондільяк, Гійом Рейналь та багато інших.
Після смерті чоловіка у 1771, Minette змінила місце проживання, але не саме життя. В її салоні, як і раніше, збирався цвіт не лише французької нації, але і світові величини. Зокрема, Бенджамін Франклін був не лише частим гостем на її прийомах, але і мав намір із нею одружитись.
Свого часу відома власниця салону була настільки відома, що її ставили у один ряд із королями, Вольтером й Моцартом.
Анна-Катерина пішла із життя у 80 років.

## Додаткова література
- Peter Allan, Une édition critique de la correspondance de Madame Helvétius: avec introduction biographique, Toronto, University of Toronto, 1975
- Jules Bertaut, Égéries du XVIIIe siècle: madame Suard, madame Delille, madame Helvétius, madame Diderot, mademoiselle Quinault, Paris, Plon 1928
- Benjamin Franklin, M. F--n [Franklin] à Madame H--s [Helvétius], Passy, imp. par Benjamin Franklin, 1779
- Antoine Guillois, Le salon de madame Helvétius ; Cabanis et les idéologues, New York, B. Franklin, 1971
- Claude-Adrien Helvétius, Correspondance générale d'Helvétius, Éd. Peter Allan, Alan Dainard et al., Toronto, University of Toronto Press, 1981—2004 ISBN 0802055176
- Arsène Houssaye, Histoire du 41e fauteuil de l'Académie Française, Paris, L. Hachette et cie, 1856
- Lucien Picqué, Louis Dubousquet, «L'incident du salon de Madame Helvétius (Cabanis et l'abbé Morellet)», Bulletin de la société française d'histoire de la médecine, T. 13 (1914)
- Jean-Paul de Lagrave, Marie-Thérèse Inguenaud, Madame Helvétius et la société d'Auteuil, Oxford Voltaire Foundation, 1999 ISBN 0729406474
- Jules Auguste Troubat, Essais critiques, Madame Helvétius, Paris, Calmann-Lévy, 1902[6].